# The Song of Iowa
The Song of Iowa – piosenka stanowa amerykańskiego stanu Iowa. Jej autorem jest Samuel Hawkins Marshall Byers, melodia piosenki pochodzi z niemieckiej piosenki wigilijnej "O, Tannenbaum". Piosenkę przyjęto przez parlament stanu 20 marca 1911 r.